# Alberto Fuguet

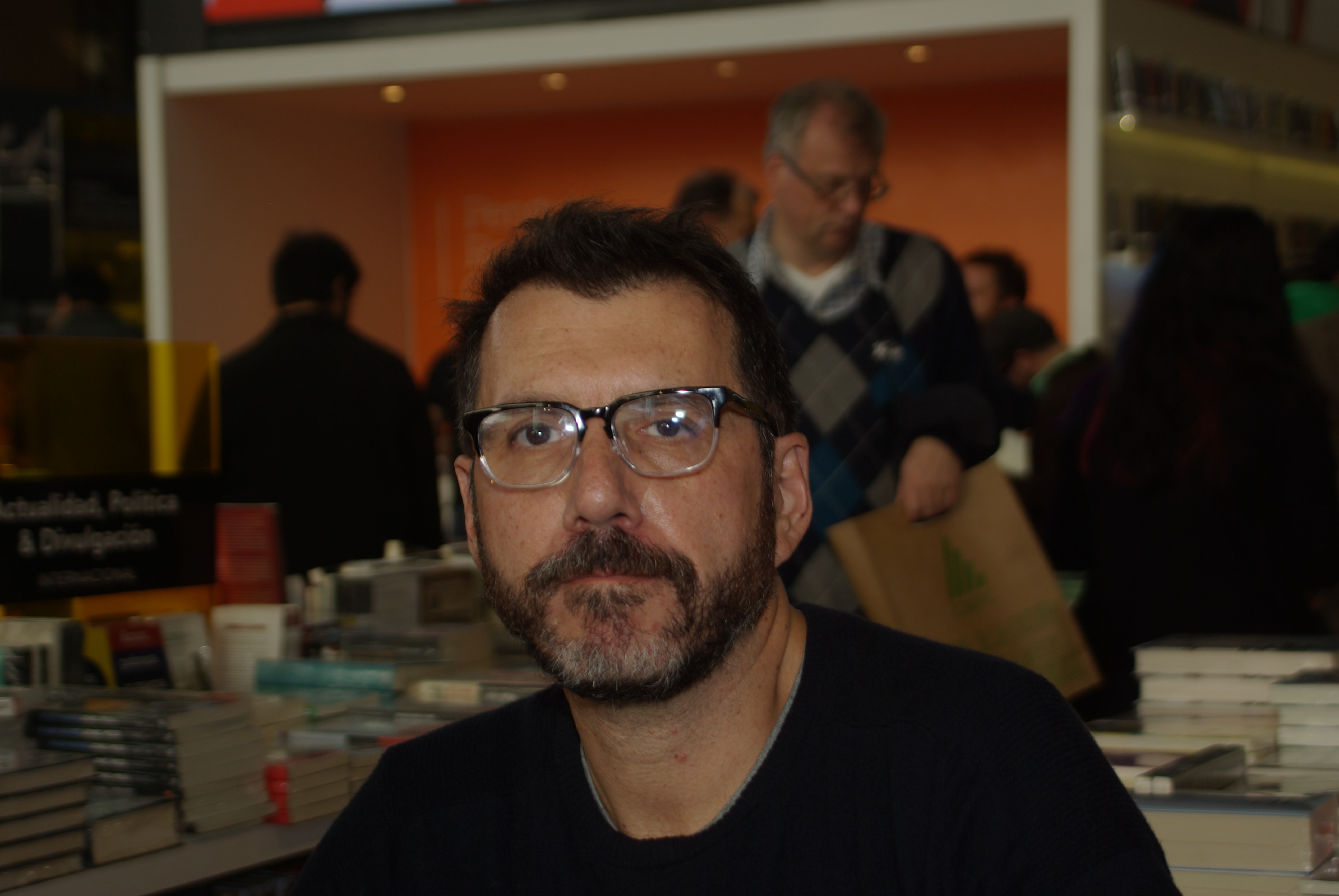
Alberto Fuguet (2015)

Alberto Fuguet de Goyeneche (* 7. März 1964 in Santiago) ist ein chilenischer Schriftsteller, Filmregisseur und -produzent.
Alberto Fuguet hat in den 1990er-Jahren die Anthologie McOndo herausgegeben, in der lateinamerikanische und spanische Schriftsteller in Opposition zum magischen Realismus der Boom-Generation Lateinamerikas "Cuentos" veröffentlichten. Im Vorwort, das oftmals als Manifest für das fiktive Land McOndo angesehen wurde, proklamiert Fuguet selbiges (McOndo, ein Neologismus aus Macondo und McDonald’s und Macintosh), das für eine US-amerikanisierte und konsumorientierte Durchdringung der Gesellschaft steht. Er wendet sich dezidiert gegen den Realismo Mágico, der vor allem durch García Márquez’ Werk "Hundert Jahre Einsamkeit" eingeläutet wurde, in welchem Werk sich auch die Kreation des kleinen Dorfes Macondo wiederfindet.
Durch McOndo wurde unter anderem auf die Entwicklung der Pop-Kultur und den Einfluss von Kino, TV, Popmusik und Konsum aufmerksam gemacht.

## Werke
- Sobredosis, 1990.
- Mala onda, 1991.
- Cuentos con Walkman, 1993
- Por Favor Rebobinar
- Las películas de mi vida, 2003
  - Die Filme meines Lebens. Ein Roman. Aus dem Spanischen von Silke Kleemann. Zebu Verlag 2005, ISBN 978-3-937663-05-0
- Cortos Editorial Alfaguara, 2004
- Apuntes Autistas, 2007
- Kink (Dokumentarfilm), 2021[1]